# Charles W. Clark
Charles William Clark (Van Wert, 15 de outubro de 1865 - Chicago, 04 de agosto de 1925). Barítono americano. É geralmente considerado como o primeiro americano a ser um barítono famoso na Europa e como um dos maiores barítonos de todos os tempos. Ele cantou com grande sucesso nas principais casas de ópera da Europa e América, aparecendo em uma ampla gama de funções com repertórios italianos, franceses e alemães que vão desde lírico ao dramático.

## Biografia
Estudou canto em Chicago com o Maestro Frederick W. Root e depois em Londres na Royal Academy of Music sob a direção de Alberto Randegger e George Henschel. Ele também recebeu instrução em Munique com Eugen Gura.
Em 1902, se estabeleceu em Paris, aparecendo no Conservatório Nacional de Música de Paris, uma honra que não tinha sido dada a um norte-americano em 70 anos desses shows.
Suas turnês na Europa e América foram um grande sucesso. Ele fez pelo menos seis turnês pelos Estados Unidos, duas na Alemanha, e tambein na Inglaterra, França, Irlanda, Escócia, Itália e Portugal. Ele cantou no Festival de Birmingham, em concertos com a Orquestra Filarmônica de Liverpool, a Orquestra Filarmônica de Halle e as principais orquestras y filarmónicas da época. Só em Londres deu mais de 50 concertos.
Clark cantou acompanhado por músicos virtuosos e famosos de sua época, como Claude Debussy, Pau Casals, Ignacy Paderewski e Georg Schumann.
Os críticos disseram que Clark teve uma das melhores vozes de barítono que teve um cantor americano. Ele foi elogiado por sua voz bela e viril e seu claro fraseado e dicção. Como cantor wagneriano, Clark se destacou em sua época. Seu temperamento, seu fervor dramático, sua impressionante sinceridade, tê-lo feito natural para isso. Sua voz tinha o poder eo alcance do cantor típico wagneriano, mas ele nao tinha a dureza que é freqüentemente associada com a representação de cantores wagnerianos então e agora.
Clark era o chefe do departamento vocal do Conservatório Bush em Chicago, onde ele influenciou e orientou muitos estudantes.
Ele morreu de um ataque cardíaco em 4 de agosto de 1925 em Chicago.